# JAGM
AGM-179 JAGM（Joint Air-to-Ground Missile）は、米軍が開発中の空対地誘導弾で、BGM-71 TOW, AGM-114 ヘルファイア, AGM-65 マーベリックミサイルを更新する予定である。

## 概要
Joint Air-to-Ground Missile（JAGM）は、予算上の問題でキャンセルされたAGM-169の後継計画である。2019年よりフルレート生産に入っている。

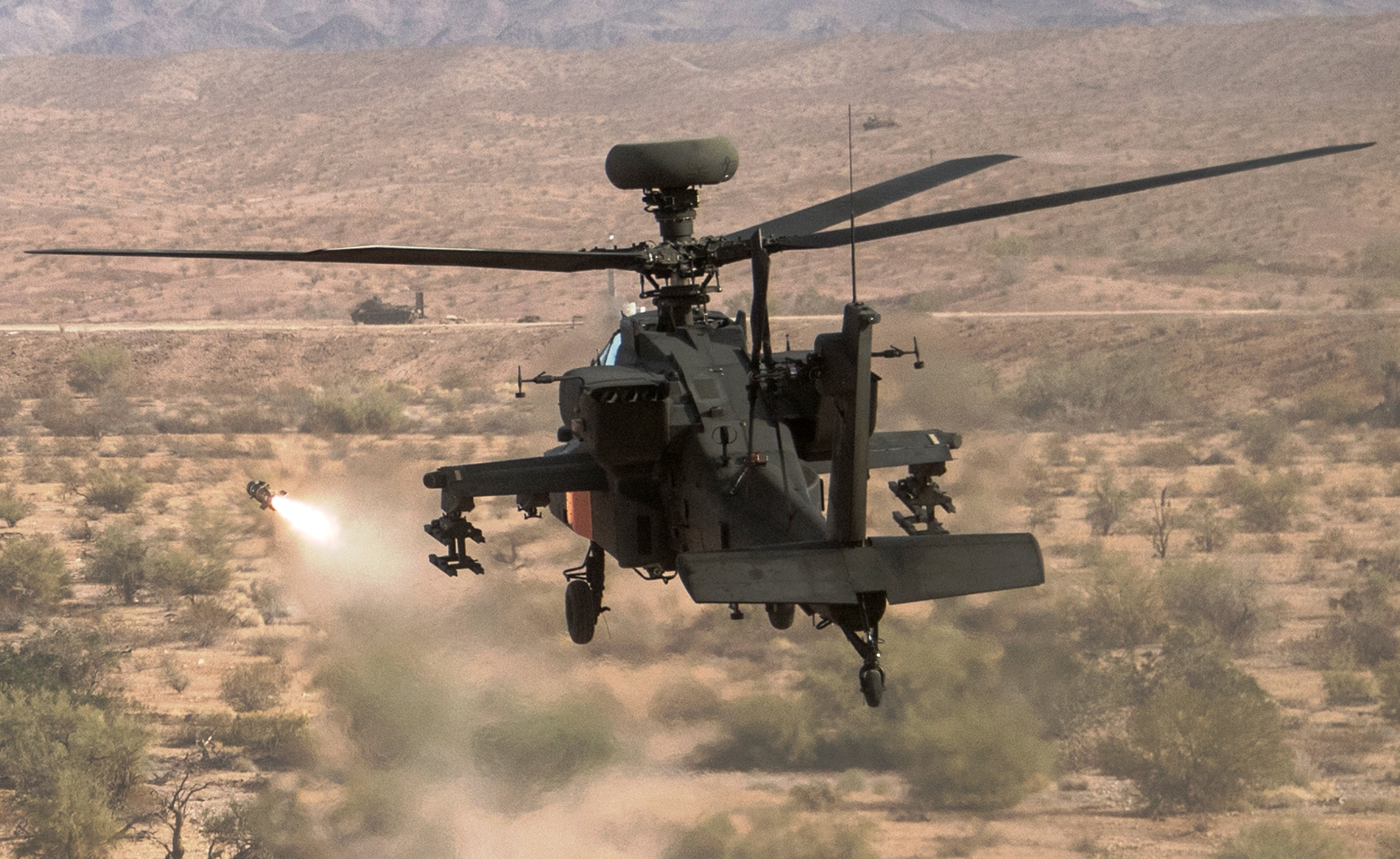
JAGMを試験発射するAH-64D

JAGMは移動および固定の装甲目標、防空ユニット、哨戒艇、砲兵、輸送機起立装置/発射装置、レーダーサイト、C2 ノード、さらに市街地や複雑な地形にあるバンカーやその他の構造物を目標とし、それらに対する精度が重視されている。
マルチメイスシーカーは、精密攻撃用の改良型セミアクティブレーザー（SAL）センサーと、撃ち放し能力及び全天候下で移動目標を攻撃するためミリ波（MMW）レーダーを複合化しており、オペレーターが選択した特定のセンサー、またはすべてのセンサーを同時に組み合わせて使用し、目標を追尾攻撃するために最適なソリューションを提供するように設計されている。
単一または複数のセンサーで構成された他の兵器とは異なり、JAGMは利用可能なセンサー情報に基づいて目標との交戦を最適化し、センサーの1つに異常が発生した場合でも目標の追尾が可能。
撃ち放し交戦モードにより、GPSが利用できない通信環境において同時複数目標との交戦能力と生存性を向上している。また悪天候、戦場の遮蔽物、高度な対抗手段が存在する状況でも、複数の静止および移動ターゲットを攻撃可能。レーザーおよびレーダー誘導交戦モードにより、広範囲の複数目標を正確に攻撃し、付随的な損害を軽減できる。
ミサイルセンサーとJAGM誘導機構は、制御アクチュエーションシステムホーン、弾頭エンドロッカーモーター、ミサイルプログラムの改良などAGM-114R多目的ヘルファイアIIミサイルシステムと共通化している。

## 運用母機
- 搭載予定
  - AH-1Z
  - AH-64
  - MQ-1C
  - OH-58
- 計画中
  - F/A-18E/F
  - F-35
  - MH-60R/S